# Āb Takhtān
Āb Takhtān (persiska: تَختان, آب تختان, Takhtān) är en ort i Iran.   Den ligger i provinsen Ilam, i den västra delen av landet, 500 km sydväst om huvudstaden Teheran. Āb Takhtān ligger 1 086 meter över havet och antalet invånare är 150.
Terrängen runt Āb Takhtān är kuperad åt sydväst, men åt nordost är den bergig. Āb Takhtān ligger nere i en dal.Runt Āb Takhtān är det ganska glesbefolkat, med 26 invånare per kvadratkilometer. Närmaste större samhälle är Badreh, 18,1 km norr om Āb Takhtān. Omgivningarna runt Āb Takhtān är i huvudsak ett öppet busklandskap.